# Список наград и номинаций телесериала «Ходячие мертвецы»
«Ходячие мертвецы» (англ. The Walking Dead) — американский постапокалиптический телесериал, разработанный Фрэнком Дарабонтом, основанный на одноименной серии комиксов, созданной Робертом Киркманом, Тони Муром и Чарли Адлардом. Телесериал получил восторженные отзывы и от критиков, и от зрителей, а также множество различных наград и номинаций.

## Количество наград и номинаций по актёрам и сезонам

### Актерский состав
| Актёр              | Номинации | Победы |
| ------------------ | --------- | ------ |
| Эндрю Линкольн     | 22        | 5      |
| Мелисса Макбрайд   | 14        | 4      |
| Норман Ридус       | 10        | 5      |
| Чендлер Риггз      | 9         | 5      |
| Джеффри Дин Морган | 7         | 4      |
| Данай Гурира       | 7         | 3      |
| Лори Холден        | 3         | 2      |
| Дэвид Моррисси     | 3         | 1      |
| Лорен Коэн         | 3         | 1      |
| Скотт Уилсон       | 2         | 1      |
| Стивен Ён          | 2         | 1      |
| Сара Уэйн Кэллис   | 2         | 0      |
| Ленни Джеймс       | 2         | 0      |
| Хари Пейтон        | 2         | 0      |
| Джон Кэрролл Линч  | 2         | 0      |

### Сезоны
| Сезон | Номинации | Победы |
| ----- | --------- | ------ |
| 1     | 47        | 11     |
| 2     | 29        | 11     |
| 3     | 40        | 11     |
| 4     | 38        | 12     |
| 5     | 35        | 8      |
| 6     | 35        | 8      |
| 7     | 25        | 7      |
| 8     | 13        | 3      |
| 9     | 16        | 4      |
| 10    | 4         | 1      |

## Премия «Золотой глобус»
| Год  | Категория                           | Номинант | Результат |
| ---- | ----------------------------------- | -------- | --------- |
| 2011 | Лучший телевизионный сериал (драма) | н/д      | Номинация |

## Прайм-таймовая премия «Эмми»
| Год  | Категория                                                                           | Номинант                                                                           | Результат |
| ---- | ----------------------------------------------------------------------------------- | ---------------------------------------------------------------------------------- | --------- |
| 2017 | Лучший протезированный грим для телесериала, мини-сериала или телевизионного фильма | Грег Никотеро Джэйк Гарбер Гаррет Иммел Кевин Васнер Джино Крогнейл Керрин Джексон | Номинация |
| 2016 | Лучший протезированный грим для телесериала, мини-сериала или телевизионного фильма | Грег Никотеро Джэйк Гарбер Гаррет Иммел Кевин Васнер Джино Крогнейл                | Номинация |
| 2016 | Лучшие специальные визуальные эффекты                                               | Виктор Скалисе                                                                     | Номинация |
| 2015 | Лучший звуковой монтаж в телесериале, мини-сериале или телевизионом фильме          | Джерри Росс Майкл Бабер                                                            | Номинация |
| 2015 | Лучший протезированный грим для телесериала, мини-сериала или телевизионного фильма | Грег Никотеро Джэйк Гарбер Гаррет Иммел Кевин Васнер Джино Крогнейл                | Номинация |
| 2015 | Лучшие специальные визуальные эффекты                                               | Виктор Скалисе                                                                     | Номинация |
| 2015 | Лучшая постановка трюков в драматическом сериале, мини-сериале или фильме           | Монти Л. Саймонс                                                                   | Номинация |
| 2014 | Лучшие специальные визуальные эффекты                                               | Виктор Скалисе                                                                     | Номинация |
| 2014 | Лучший звуковой монтаж в телесериале, мини-сериале или телевизионом фильме          | Джерри Росс Майкл Бабер                                                            | Номинация |
| 2013 | Лучший протезированный грим для телесериала, мини-сериала или телевизионного фильма | Грег Никотеро Джэйк Гарбер Гаррет Иммел Кевин Васнер Джино Крогнейл                | Номинация |
| 2012 | Лучший протезированный грим для телесериала, мини-сериала или телевизионного фильма | Грег Никотеро Джэйк Гарбер Гаррет Иммел Кевин Васнер Джино Крогнейл                | Победа    |
| 2012 | Лучший звуковой монтаж в телесериале, мини-сериале или телевизионом фильме          | Джерри Росс Майкл Бабер                                                            | Номинация |
| 2012 | Лучшие специальные визуальные эффекты                                               | Виктор Скалисе                                                                     | Номинация |
| 2011 | Лучший протезированный грим для телесериала, мини-сериала или телевизионного фильма | Грег Никотеро Джэйк Гарбер Гаррет Иммел Кевин Васнер Джино Крогнейл                | Победа    |
| 2011 | Лучшие специальные визуальные эффекты                                               | Сэм Николсон Виктор Скалисе                                                        | Номинация |
| 2011 | Лучшие специальные визуальные эффекты                                               | Уолтер Ньюман                                                                      | Номинация |

## Премия Гильдии киноактёров США
| Год  | Категория                                                           | Номинант | Результат |
| ---- | ------------------------------------------------------------------- | -------- | --------- |
| 2020 | Лучший каскадёрский ансамбль в комедийном или драматическом сериале | н/д      | Номинация |
| 2019 | Лучший каскадёрский ансамбль в комедийном или драматическом сериале | н/д      | Номинация |
| 2018 | Лучший каскадёрский ансамбль в комедийном или драматическом сериале | н/д      | Номинация |
| 2017 | Лучший каскадёрский ансамбль в комедийном или драматическом сериале | н/д      | Номинация |
| 2016 | Лучший каскадёрский ансамбль в комедийном или драматическом сериале | н/д      | Номинация |
| 2015 | Лучший каскадёрский ансамбль в комедийном или драматическом сериале | н/д      | Номинация |
| 2014 | Лучший каскадёрский ансамбль в комедийном или драматическом сериале | н/д      | Номинация |
| 2013 | Лучший каскадёрский ансамбль в комедийном или драматическом сериале | н/д      | Номинация |

## Премия «Сатурн»
| Год  | Категория                                               | Номинант           | Результат |
| ---- | ------------------------------------------------------- | ------------------ | --------- |
| 2019 | Лучший телесериал в жанре хоррор                        | н/д                | Победа    |
| 2019 | Лучший актёр в телесериале                              | Эндрю Линкольн     | Номинация |
| 2019 | Лучший актёр второго плана в телесериале                | Хари Пейтон        | Номинация |
| 2019 | Лучшая актриса второго плана в телесериале              | Данай Гурира       | Победа    |
| 2019 | Лучшая актриса второго плана в телесериале              | Мелисса Макбрайд   | Номинация |
| 2019 | Лучшая гостевая роль в телесериале                      | Джеффри Дин Морган | Победа    |
| 2018 | Лучший телесериал в жанре хоррор                        | н/д                | Победа    |
| 2018 | Лучший актёр в телесериале                              | Эндрю Линкольн     | Номинация |
| 2018 | Лучший актёр второго плана в телесериале                | Хари Пейтон        | Номинация |
| 2018 | Лучшая актриса второго плана в телесериале              | Данай Гурира       | Номинация |
| 2018 | Лучшая актриса второго плана в телесериале              | Мелисса Макбрайд   | Номинация |
| 2018 | Лучшая гостевая роль в телесериале                      | Джеффри Дин Морган | Номинация |
| 2018 | Лучший молодой актёр или актриса в телесериале          | Чендлер Риггз      | Победа    |
| 2017 | Лучший телесериал в жанре хоррор                        | н/д                | Победа    |
| 2017 | Лучший актёр в телесериале                              | Эндрю Линкольн     | Победа    |
| 2017 | Лучший актёр второго плана в телесериале                | Норман Ридус       | Номинация |
| 2017 | Лучшая актриса второго плана в телесериале              | Данай Гурира       | Номинация |
| 2017 | Лучшая актриса второго плана в телесериале              | Мелисса Макбрайд   | Номинация |
| 2017 | Лучшая гостевая роль в телесериале                      | Джеффри Дин Морган | Победа    |
| 2017 | Лучший молодой актёр или актриса в телесериале          | Чендлер Риггз      | Номинация |
| 2016 | Лучший телесериал в жанре хоррор                        | н/д                | Победа    |
| 2016 | Лучший актёр в телесериале                              | Эндрю Линкольн     | Номинация |
| 2016 | Лучшая актриса второго плана в телесериале              | Данай Гурира       | Победа    |
| 2016 | Лучшая актриса второго плана в телесериале              | Мелисса Макбрайд   | Номинация |
| 2016 | Лучшая актриса второго плана в телесериале              | Това Фелдшу        | Номинация |
| 2016 | Лучшая гостевая роль в телесериале                      | Джон Кэрролл Линч  | Номинация |
| 2016 | Лучший молодой актёр или актриса в телесериале          | Чендлер Риггз      | Победа    |
| 2015 | Лучший телесериал, сделанный для кабельного телевидения | н/д                | Победа    |
| 2015 | Лучший актёр в телесериале                              | Эндрю Линкольн     | Победа    |
| 2015 | Лучший актёр второго плана в телесериале                | Норман Ридус       | Номинация |
| 2015 | Лучшая актриса второго плана в телесериале              | Мелисса Макбрайд   | Победа    |
| 2015 | Лучшая актриса второго плана в телесериале              | Эмили Кинни        | Номинация |
| 2015 | Лучшая гостевая роль в телесериале                      | Эндрю Дж. Уэст     | Номинация |
| 2015 | Лучший молодой актёр или актриса в телесериале          | Чендлер Риггз      | Номинация |
| 2014 | Лучший телесериал, сделанный для кабельного телевидения | н/д                | Победа    |
| 2014 | Лучшая актриса второго плана в телесериале              | Мелисса Макбрайд   | Победа    |
| 2014 | Лучшая гостевая роль в телесериале                      | Дэвид Моррисси     | Номинация |
| 2014 | Лучший молодой актёр или актриса в телесериале          | Чендлер Риггз      | Победа    |
| 2014 | Лучшее DVD-издание телесериала                          | н/д                | Номинация |
| 2013 | Лучший телесериал, сделанный для кабельного телевидения | н/д                | Победа    |
| 2013 | Лучший актёр в телесериале                              | Эндрю Линкольн     | Номинация |
| 2013 | Лучший актёр второго плана в телесериале                | Дэвид Моррисси     | Номинация |
| 2013 | Лучшая актриса второго плана в телесериале              | Лори Холден        | Победа    |
| 2012 | Лучшая телепостановка (10 эпизодов или меньше)          | н/д                | Победа    |
| 2012 | Лучший актёр второго плана в телесериале                | Норман Ридус       | Номинация |
| 2011 | Лучшая телепостановка (10 эпизодов или меньше)          | н/д                | Победа    |
| 2011 | Лучший актёр в телесериале                              | Эндрю Линкольн     | Номинация |
| 2011 | Лучшая актриса в телесериале                            | Сара Уэйн Кэллис   | Номинация |
| 2011 | Лучший актёр второго плана в телесериале                | Стивен Ён          | Номинация |
| 2011 | Лучшая актриса второго плана в телесериале              | Лори Холден        | Номинация |
| 2011 | Лучшая гостевая роль в телесериале                      | Ноа Эммерих        | Номинация |

## Выбор телевизионных критиков
| Год  | Категория                                                | Номинант           | Результат |
| ---- | -------------------------------------------------------- | ------------------ | --------- |
| 2016 | Лучшее телевизионное шоу                                 | н/д                | Номинация |
| 2016 | Лучший приглашённый исполнитель в драматическом сериале  | Джеффри Дин Морган | Победа    |
| 2015 | Лучшее телевизионное шоу                                 | н/д                | Победа    |
| 2014 | Лучшая актриса второго плана в драматическом телесериале | Мелисса Макбрайд   | Номинация |
| 2013 | Лучший актёр в драматическом телесериале                 | Эндрю Линкольн     | Номинация |
| 2011 | Лучший драматический сериал                              | н/д                | Номинация |

## Gold Derby Awards
| Год  | Категория                                            | Номинант          | Результат |
| ---- | ---------------------------------------------------- | ----------------- | --------- |
| 2016 | Лучший приглашенный актёр в драматическом сериале    | Джон Кэрролл Линч | Номинация |
| 2014 | Лучшая актриса второго плана в драматическом сериале | Мелисса Макбрайд  | Номинация |
| 2013 | Лучший приглашенный актёр в драматическом сериале    | Ленни Джеймс      | Номинация |
| 2012 | Лучший актёр в драматическом сериале                 | Эндрю Линкольн    | Номинация |

## MTV Movie & TV Awards
| Год  | Категория                   | Номинант           | Результат |
| ---- | --------------------------- | ------------------ | --------- |
| 2017 | Лучший актер на телевидении | Джеффри Дин Морган | Номинация |
| 2017 | Лучший злодей               | Джеффри Дин Морган | Победа    |

## Выбор народа
| Год  | Категория                                                           | Номинант       | Результат |
| ---- | ------------------------------------------------------------------- | -------------- | --------- |
| 2019 | Любимый телевизионный актер                                         | Норман Ридус   | Номинация |
| 2019 | Любимый телевизионная актриса                                       | Данай Гурира   | Номинация |
| 2019 | Любимый актер в драматическом сериале                               | Норман Ридус   | Номинация |
| 2018 | Любимый телевизионный актер                                         | Эндрю Линкольн | Номинация |
| 2017 | Любимое телевизионное шоу                                           | н/д            | Номинация |
| 2017 | Любимое фантастическое шоу                                          | н/д            | Победа    |
| 2016 | Любимое телевизионное шоу                                           | н/д            | Номинация |
| 2016 | Любимое фантастическое шоу                                          | н/д            | Номинация |
| 2015 | Любимое телевизионное шоу                                           | н/д            | Номинация |
| 2015 | Любимое фантастическое шоу                                          | н/д            | Номинация |
| 2015 | Любимый телевизионный персонаж, по которому мы больше всего скучаем | Скотт Уилсон   | Номинация |
| 2014 | Любимая драма кабельного телевидения                                | н/д            | Победа    |
| 2014 | Любимое фантастическое шоу                                          | н/д            | Номинация |
| 2014 | Любимый телевизионный актер                                         | Эндрю Линкольн | Победа    |
| 2013 | Любимая драма кабельного телевидения                                | н/д            | Номинация |
| 2013 | Любимое фантастическое шоу                                          | н/д            | Номинация |
| 2012 | Любимое фантастическое шоу                                          | н/д            | Номинация |

## Премия «Спутник»
| Год  | Категория                              | Номинант | Результат |
| ---- | -------------------------------------- | -------- | --------- |
| 2016 | Лучший жанровый сериал                 | н/д      | Номинация |
| 2015 | Лучший жанровый сериал                 | н/д      | Победа    |
| 2014 | Лучший жанровый сериал                 | н/д      | Номинация |
| 2013 | Лучший жанровый сериал                 | н/д      | Номинация |
| 2012 | Лучший жанровый сериал                 | н/д      | Победа    |
| 2012 | Лучший актерский состав на телевидение | н/д      | Победа    |
| 2011 | Лучший жанровый сериал                 | н/д      | Номинация |